# Virginia Lee Corbin
Virginia Lee Corbin (ur. 1910 w Prescott, zm. 1942 w Winfield) – amerykańska aktorka filmowa, jedna z najpopularniejszych aktorek dziecięcych epoki kina niemego.

## Życiorys
Była córką zawodowej aktorki, wraz z którą zaczęła występować na scenie mając mniej niż 3 lata. Około 1916 zaczęła występować w filmach, w ramach kontraktu z wytwórnią Fox Film Company. Występowała w różnych gatunkach filmowych, między innymi w baśniach i westernach (w 1918 u boku Toma Miksa). Chwalono ją za znakomitą umiejętność okazywania emocji i nazywano najmłodszą aktorką uczuciową oraz lalką drezdeńską filmu. Wytwórnia intensywnie promowała filmy z jej udziałem.
Po 1920 na jakiś czas zniknęła ze świata filmu i występowała na scenach wodewilowych. Do grania w filmach wróciła w 1923. Przez następne lata występowała w filmach, głównie komediowych, jako flapperka. Dopiero w tym okresie zaczęła być dorosłą aktorką.
Gdy osiągnęła pełnoletniość, wdała się w (chętnie opisywany przez prasę) konflikt z matką. Jego osią był sposób, w jaki ta zajmowała się pieniędzmi, które Virginia Lee Corbin zarobiła jako aktorka dziecięca.
W 1929 wyszła za starszego od siebie o kilka lat brokera z Chicago, Theodore'a Krola. Po przełomie dźwiękowym w kinie wraz z mężem wyjechała do Wielkiej Brytanii, w celu wyrobienia sobie bardziej wyszukanego akcentu. Para wróciła do Stanów Zjednoczonych po roku, jednak Corbin zagrała już w niewielu filmach.
Porzuciła karierę filmową i oddała się rodzinie. W 1936 jej małżeństwo się rozpadło i Corbin rozpoczęła z mężem walkę o prawo do opieki nad dwójką ich wspólnych synów. Ostatecznie opiekunem dzieci został Krol, który podnosił, że aktorka nadużywała alkoholu i nie była dobra w roli matki.
W kilka miesięcy po rozwodzie Corbin ponownie wyszła za mąż i nigdy nie wróciła do kariery filmowej. Zmarła na gruźlicę, mając 31 lat.

## Filmografia
- Behind Life's Stage (1916)
- By Conscience's Eye (1916)
- The Castle of Despair (1916)

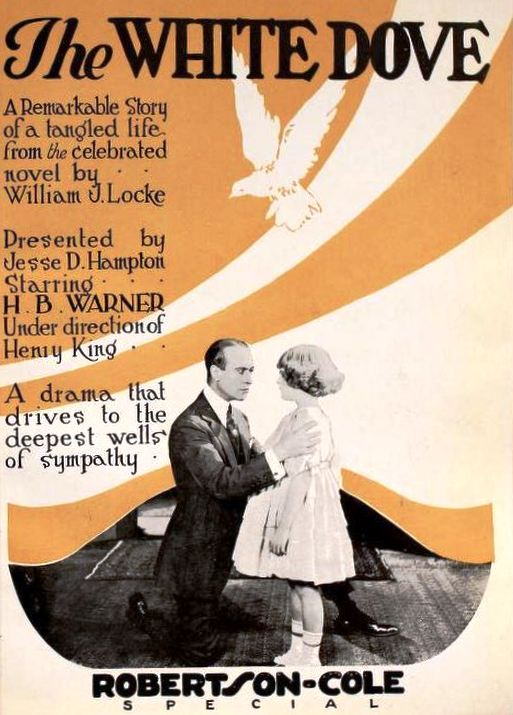
Plakat reklamujący film The White Dove z 1920

- The Chorus Girl and the Kid (1916)
- Nannette (1916)
- Nietolerancja (1916)
- Pidgin Island (1916)
- The Light of Love (1917)
- The Old Toy Maker (1917)
- Somebody Lied (1917)
- The Terror (1917)
- Three Women of France (1917)
- Heart Strings (1917)
- Jack i łodyga fasoli (1917)
- Alladyn i cudowna lampa (1917)
- Babes in the Woods (1917)
- Vengance of the Dead (1917)
- A Modern Jack and the Beanstalk (1917)
- Treasure Island (1918)
- Six-Shooter Andy (1918)
- Ace High (1918)
- Fan Fan (1918)
- The Forbidden Room (1919)
- The White Dove (1920)
- Enemies of Children (1923)
- Wino młodości
- Miasto, które nie śpi (1924)
- Dama z chóru (1924)
- Sinners in Silk (1924)
- All's Swell (1924)
- On the Ocean (1924)
- Broken Laws (1924)
- Gwiazda Północna
- Trzy klucze (1925)
- Lilies of the Streets (1925)
- Headlines (1925)
- The Handsome Brute (1925)
- The Whole Town's Talking (1926)
- Hands Up! (1926)
- Honeymoon Express (1926)
- Ladies at Play (1926)
- Driven From Home (1927)
- Bez wyjścia (1927)
- Chasing Choo Choos (1927)
- Play Safe (1927)
- Głowa rodziny (1928)
- Bare Knees (1928)
- The Little Snob (1928)
- Jazzland (1928)
- Za kulisami kabaretu (1929)
- Jazz Mamas (1929)
- Zapomniane kobiety (1931)
- Shotgun Pass (1931)
- Morals for Women (1931)
- X Marks (1931)[3]